# Weygoldtiella plausus
 (juin 2019).
Genre
Espèce
Weygoldtiella plausus, unique représentant du genre Weygoldtiella, est une espèce fossile de tout petits pseudoscorpions de la famille des Chthoniidae.

## Distribution
Cette espèce a été découverte dans de l'ambre de Birmanie. Elle date du Crétacé.

## Description
La femelle holotype mesure 0,785 mm.

## Étymologie
Ce genre est nommé en l'honneur de Peter Weygoldt.

## Publication originale
- (en) Harvey, Cosgrove, Harms, Selden, Shih & Wang, 2018 : The oldest chthonioid pseudoscorpion Arachnida: Pseudoscorpiones:Chthonioidea: Chthoniidae: A new genus and species from mid-Cretaceous Burmese amber. Zoologischer Anzeiger,, vol. 273, p. 102-111.